# Serghei Poleakov
Serghei Poleakov (n. 22 ianuarie 1968, Vinnîțea, RSS Ucraineană, URSS) este un trăgător de tir ce a reprezentat Rusia, medaliat olimpic. A participat la o ediție a Jocurilor Olimpice (2004) în care a câștigat o medalie de argint.

## Participări
Lista de mai jos prezintă principalele competiții la care a participat Serghei Poleakov de-a lungul carierei.
- shooting at the 2004 Summer Olympics – men's 25 metre rapid fire pistol[*]